# Myanmymar
Myanmymar is een geslacht van vliesvleugeligen uit de familie Mymaridae. De wetenschappelijke naam van dit geslacht is voor het eerst geldig gepubliceerd in 2011 door Huber.

## Soorten
Het geslacht Myanmymar is monotypisch en omvat slechts de volgende soort:
- Myanmymar aresconoides Huber, 2011